# Cerodontha brisiaca
Cerodontha brisiaca är en tvåvingeart som beskrevs av Nowakowski 1972. Cerodontha brisiaca ingår i släktet Cerodontha och familjen minerarflugor. Inga underarter finns listade i Catalogue of Life.